# Dmitrij Kudrjasjov
Dmitrij Aleksandrovitj Kudrjasjov (russisk: Дмитрий Александрович Кудряшов, tr. Dmitrij Aleksandrovitj Kudrjasjov; født 26. oktober 1985 i Volgodonsk, Rostov oblast, Sovjetunionen) er en russisk bokser, der har bokset om WBAs cruiservægt-verdensmesterskabs-titel i 2017.

## Professionelle karriere
I en alder af otte begyndte han at udøve karate og i en alder af tretten engageret i udøvelse af boksning under vejledning af træner Nikolaj Timofejev. I 2008 blev han indkaldt til hæren, hvor han gjorde tjeneste i Rostov ved Don. I januar 2011 vandt han den VII-russiske turnering "A" i "Spartak Cup", hvor han blev tildelt prisen for uddannelsesmesteren. Kudrjasjov færdiggjorde sin amatørkarriere med en rekord på: 150 kampe, 138 sejre og 12 nederlag.
Med Kudrjasjov gode fysiske forhold begyndte han sin professionelle karriere den 30. juli 2011 og slog ukrainske Oleksandr Okhrei ved knock out i 3. omgang.
Den 23. september 2017 udfordrede han WBA-verdensmesteren Yunier Dorticos, der var en del cruiservægt-turneringen i World Boxing Super Series. Kudrjasjov blev knock-outet i 2. omgang.